# Езе (річка)
Езе (фр. Ese корс. Ese) — річка Корсики (Франція). Довжина 21,1 км, витік знаходиться на висоті 1 900 метрів над рівнем моря на схилах гори Монте Джованні (Monte Giovanni) (1 950 м). Впадає в річку Прунеллі на висоті 552 метра над рівнем моря.
Протікає через комуни: Чіаманначче, Бастеліка, Тассо, Гуїтера-ле-Бен, Фрассето, Тассо, Гуїтера-ле-Бен, Фрассето, Пальнека, Толла і тече територією департаменту Південна Корсика та кантонами: Цикаво (Zicavo), Санта-Марія-Сіше (Santa-Maria-Siché) та Бастеліка (Bastelica)